# حقوق الإنسان في غانا
حقوق الإنسان في غانا، بالإنجليزية Human rights in Ghana- حقوق الإنسان بشكل عام، هي " الحقوق والحريات التي يحق لجميع البشر التمتع بها". ويزعم أنصار هذا المفهوم عادةً أن كل شخص يتمتع بحقوق معينة لمجرد كونه إنسانًا. 
غانا هي دولة ذات سيادة في غرب أفريقيا. كانت مستعمرة بريطانية حتى 6 مارس 1957م، وبعدها أصبحت أول دولة في جنوب الصحراء الكبرى تحصل على استقلالها. وقد تم ترسيخ الحقوق الأساسية للمواطن الغاني في الفصل الخامس من دستور عام 1992م.  ومن بين بعض الحقوق المحمية بموجب هذا الدستور، حماية حق الحياة، والحرية الشخصية، والعبودية والعمل القسري، وحماية خصوصية المنزل والممتلكات الأخرى وحماية حقوق الإنسان، والحريات الأساسية. وينص الدستورأيضًا على حقوق المرأة، والطفل والحقوق الاقتصادية، والتعليمية. وليس هذا فحسب، بل هناك أيضًا حقوق المرضى، وحقوق ذوي الإعاقة، وحقوق الملكية للزوجين. 

## حقوق المثليين
إن حقوق المثليين في غانا تتعرض لقمع شديد.  حيث باتت الاعتداءات الجسدية والعنيفة، ضد الأشخاص المثليين أمرًا شائعًا، وغالبًا ما يتم تشجيعها من قبل وسائل الإعلام، والزعماء الدينيين والسياسيين.  كما أن التقارير التي تتحدث عن طرد الشباب المثليين من منازلهم شائعة أيضًا.  وعلى الرغم من أن الدستور يضمن الحق في حرية التعبير والرأي، والتجمع للمواطنين الغانيين، في حين يتم حرمان المثليين من هذه الحقوق الأساسية، وخاصة المثليين جنسيًا. 

## الحرية الدينية
ينص دستور عام 1992م، على أن غانا دولة علمانية، وتسمح بحرية الدين. في ديباجة الدستور، جاء ما يلي: "بسم الله تعالى، نحن شعب غانا، في ممارستنا لحقوقنا غير القابلة للتصرف... "يتضح هذا أيضًا في تقرير تعداد سكان غانا، حيث تشكل المسيحية 68.8٪ من السكان، تليها الديانة الإسلامية (15.9٪) والديانة التقليدية (8.5٪). وهناك 6.1% من السكان بدون انتماءات دينية . أما النسبة المتبقية البالغة 0.7 في المائة من السكان، فهي عبارة عن مجموعات دينية أصغر، مثل البوذية، والإيكانكار.   إن الحق في المعتقد، والممارسة الدينية مضمون بموجب المادة 21 من دستور عام 1992م، وعلى الرغم من أن حرية الاعتقاد غير مقيدة بشكل أساسي، فإن ممارسة المعتقد تخضع لقيود لصالح السلامة العامة والأخلاق، وما إلى ذلك. وهذا محمي بموجب ضمان المادة 18 من العهد الدولي الخاص بالحقوق المدنية والسياسية. ,وهناك المادة 26 من الدستور، التي تجيز ممارسة الممارسات العرفية مع اشتراط منع أي ممارسة عرفية تنتهك حقوق أي فرد. 
على الرغم من أن الدستور والقانون في غانا، ينصان على حرية التعبير والصحافة، إلا أن الحكومة تقيد هذه الحقوق في بعض الأحيان. ففي عام 2010م، اعتقلت الشرطة الغانية الصحفيين، واحتجزتهم بشكل تعسفي.  يمارس بعض الصحفيين الرقابة الذاتية. وفي عام 2012م، حظر الدستور التدخل التعسفي في الخصوصية، أو الأسرة، أو المنزل، أو المراسلات، وتحترم الحكومة هذه المحظورات في الممارسة العملية. 
في عام 2002م، فرضت حكومة البلاد، الرقابة على التغطية الإعلامية عبر الإنترنت للعنف القبلي في شمال غانا. 
وفي عام 2023م، حصلت الدولة على درجة 3 من 4 فيما يتعلق بالحرية الدينية. 

## ظروف السجن

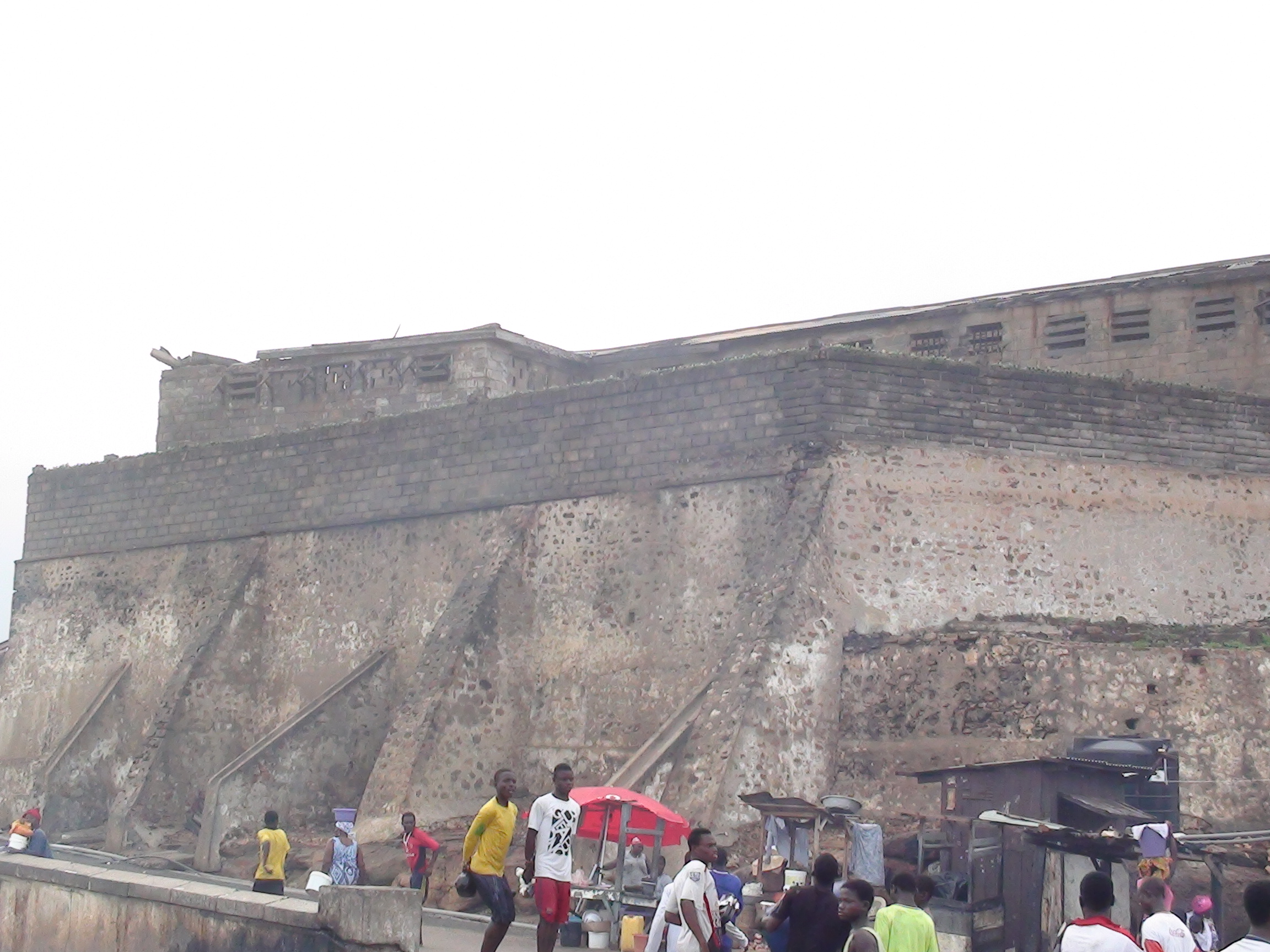
ظل سجن جيمس فورت في أكرا، الذي يعود تاريخه إلى ما يقرب من 400 عام، قيد الاستخدام كسجن حتى عام 2008م. تم بناؤه في الأصل لاستيعاب 200 عبد، لكنه استوعب أكثر من 740 سجينًا وسجينة.

في عام 2013م، وصفت الأمم المتحدة الظروف المتدنية، وسوء الطعام، والاكتظاظ في سجون غانا، بأنها "معاملة قاسية ولاإنسانية ومهينة".  وتشير التقديرات، إلى أن نسبة الاكتظاظ في السجون أعلى من الأرقام الرسمية التي أعلنتها الحكومة.  وتستخدم سلطات السجن نظامًا، يقوم من خلاله السجناء المعروفون باسم "المعاطف السوداء" بجلد سجناء آخرين. 

## الوضع التاريخي
يوضح الرسم البياني التالي تصنيفات غانا منذ عام 1972م في تقارير الحرية في العالم، والتي تنشرها منظمة فريدم هاوس سنويًا. تصنيف 1 هو "الأكثر حرية" و7 هو "الأقل حرية".  1 وفي العشرينيات من القرن الحادي والعشرين، يتم تصنيف تقارير الحرية في العالم من 1 إلى 4. 
| العام | الحقوق السياسية | الحريات المدنية | الحالة        | رئيس البلاد2            |
| 1972  | 6               | 6               | غير حرة       | كوفي أبريفا بوسيا       |
| 1973  | 7               | 6               | غير حرة       | إغناطيوس كوتو أتشيمبونج |
| 1974  | 7               | 5               | غير حرة       | إغناطيوس كوتو أتشيمبونج |
| 1975  | 7               | 5               | غير حرة       | إغناطيوس كوتو أتشيمبونج |
| 1976  | 7               | 5               | غير حرة       | إغناطيوس كوتو أتشيمبونج |
| 1977  | 6               | 5               | حرة بشكل جزئي | إغناطيوس كوتو أتشيمبونج |
| 1978  | 5               | 4               | حرة بشكل جزئي | إغناطيوس كوتو أتشيمبونج |
| 1979  | 4               | 4               | حرة بشكل جزئي | فريد أكوفو              |
| 1980  | 2               | 3               | جرة           | هلا ليمان               |
| 1981  | 6               | 5               | غير حرة       | هلا ليمان               |
| 19823 | 6               | 5               | غير حرة       | جيري راولينغز           |
| 1983  | 6               | 5               | غير حرة       | جيري راولينغز           |
| 1984  | 7               | 6               | غير حرة       | جيري راولينغز           |
| 1985  | 7               | 6               | غير حرة       | جيري راولينغز           |
| 1986  | 7               | 6               | غير حرة       | جيري راولينغز           |
| 1987  | 7               | 6               | غير حرة       | جيري راولينغز           |
| 1988  | 6               | 6               | غير حرة       | جيري راولينغز           |
| 1989  | 6               | 5               | غير حرة       | جيري راولينغز           |
| 1990  | 6               | 5               | غير حرة       | جيري راولينغز           |
| 1991  | 6               | 6               | غير حرة       | جيري راولينغز           |
| 1992  | 5               | 5               | حرة بشكل جزئي | جيري راولينغز           |
| 1993  | 5               | 4               | حرة بشكل جزئي | جيري راولينغز           |
| 1994  | 5               | 4               | حرة بشكل جزئي | جيري راولينغز           |
| 1995  | 4               | 4               | حرة بشكل جزئي | جيري راولينغز           |
| 1996  | 3               | 4               | حرة بشكل جزئي | جيري راولينغز           |
| 1997  | 3               | 3               | حرة بشكل جزئي | جيري راولينغز           |
| 1998  | 3               | 3               | حرة بشكل جزئي | جيري راولينغز           |
| 1999  | 3               | 3               | حرة بشكل جزئي | جيري راولينغز           |
| 2000  | 2               | 3               | حرة           | جيري راولينغز           |
| 2001  | 2               | 3               | حرة           | جيري راولينغز           |
| 2002  | 2               | 3               | حرة           | جون كوفور               |
| 2003  | 2               | 2               | حرة           | جون كوفور               |
| 2004  | 2               | 2               | حرة           | جون كوفور               |
| 2005  | 1               | 2               | حرة           | جون كوفور               |
| 2006  | 1               | 2               | حرة           | جون كوفور               |
| 2007  | 1               | 2               | حرة           | جون كوفور               |
| 2008  | 1               | 2               | حرة           | جون كوفور               |
| 2009  | 1               | 2               | حرة           | جون كوفور               |
| 2010  | 1               | 2               | حرة           | جون أتا ميلز            |
| 2011  | 1               | 2               | حرة           | جون أتا ميلز            |
| 2012  | 1               | 2               | حرة           | جون أتا ميلز            |
| 2013  | 1               | 2               | حرة           | جون دراماني ماهاما      |
| 2014  | 1               | 2               | حرة           | جون دراماني ماهاما      |
| 2015  | 1               | 2               | حرة           | جون دراماني ماهاما      |
| 2016  | 1               | 2               | حرة           | جون دراماني ماهاما      |
| 2017  | 1               | 2               | حرة           | جون دراماني ماهاما      |
| 2018  | 1               | 2               | حرة           | نانا أكوفو أدو          |
| 2019  | 2               | 2               | حرة           | نانا أكوفو أدو          |
| 2020  | 2               | 2               | حرة           | نانا أكوفو أدو          |
| 2021  | 2               | 2               | حرة           | نانا أكوفو أدو          |
| 2022  | 2               | 2               | حرة           | نانا أكوفو أدو          |

| العام | الحقوق السياسية | الحريات المدنية | النتيجة الإجمالية | الحالة | رئيس البلاد2   |
| 2023  | 4               | 3               | 80%               | حرة    | نانا أكوفو أدو |

وفيما يلي أيضًا قائمة بالمعاهدات التي وافقت عليها السلطات الحكومية في غانا
| المعاهدة                                                                          | المنظمة       | تاريخ التقديم | تاريخ التوقيع | تاريخ المصادقة |
| اتفاقية الإبادة الجماعية                                                          | الأمم المتحدة | 1948          | -             | 1958           |
| الاتفاقية الدولية للقضاء على جميع أشكال التمييز العنصري                           | الأمم المتحدة | 1966          | 1966          | 1966           |
| العهد الدولي الخاص بالحقوق الاقتصادية والاجتماعية والثقافية                       | الأمم المتحدة | 1966          | 2000          | 2000           |
| العهد الدولي الخاص بالحقوق المدنية والسياسية                                      | الأمم المتحدة | 1966          | 2000          | 2000           |
| البروتوكول الاختياري الأول الملحق بالعهد الدولي الخاص بالحقوق المدنية والسياسية   | الأمم المتحدة | 1966          | 2000          | 2000           |
| اتفاقية عدم تقادم جرائم الحرب والجرائم ضد الإنسانية                               | الأمم المتحدة | 1968          | -             | 2000           |
| الاتفاقية الدولية لقمع جريمة الفصل العنصري والمعاقبة عليها                        | الأمم المتحدة | 1973          | -             | 1978           |
| اتفاقية القضاء على جميع أشكال التمييز ضد المرأة                                   | الأمم المتحدة | 1979          | 1980          | 1986           |
| اتفاقية مناهضة التعذيب                                                            | الأمم المتحدة | 1984          | 2000          | 2000           |
| اتفاقية حقوق الطفل                                                                | الأمم المتحدة | 1989          | 1990          | 1990           |
| البروتوكول الاختياري الثاني للعهد الدولي الخاص بالحقوق المدنية والسياسية          | الأمم المتحدة | 1989          | -             | -              |
| الاتفاقية الدولية لحماية حقوق جميع العمال المهاجرين وأفراد أسرهم                  | الأمم المتحدة | 1990          | 2000          | 2000           |
| البروتوكول الاختياري الملحق باتفاقية القضاء على جميع أشكال التمييز ضد المرأة      | الأمم المتحدة | 1999          | 2000          | 2011           |
| البروتوكول الاختياري بشأن اشتراك الأطفال في النزاعات المسلحة                      | الأمم المتحدة | 2000          | 2003          | 2014           |
| البروتوكول الاختياري بشأن بيع الأطفال وبغاء الأطفال والمواد الإباحية عن الأطفال   | الأمم المتحدة | 2000          | 2003          | -              |
| اتفاقية حقوق الأشخاص ذوي الإعاقة                                                  | الأمم المتحدة | 2006          | 2007          | 2012           |
| البروتوكول الاختياري لاتفاقية حقوق الأشخاص ذوي الإعاقة                            | الأمم المتحدة | 2006          | 2007          | 2012           |
| الاتفاقية الدولية لحماية كل الأشخاص من الاختفاء القسري                            | الأمم المتحدة | 2006          | 2007          | -              |
| البروتوكول الاختياري الملحق بالعهد الدولي للحقوق الاقتصادية والاجتماعية والثقافية | الأمم المتحدة | 2008          | 2009          | -              |
| البروتوكول الاختياري لاتفاقية حقوق الطفل بشأن إجراء الاتصالات                     | الأمم المتحدة | 2011          | 2013          | -              |

## ملحوظات
1.^لاحظ أن "السنة" تشير إلى "السنة المغطاة". ولذلك فإن المعلومات الخاصة بالعام 2008م مأخوذة من التقرير الذي نشر في عام 2009، وهكذا.
2.^^ اعتبارًا من 1 يناير.
3.^^ ويغطي تقرير عام 1982م عام 1981م والنصف الأول من عام 1982م، ويغطي التقرير التالي لعام 1984م النصف الثاني من عام 1982م وكل عام 1983م. ومن أجل تبسيط الأمور، تم تقسيم هذين التقريرين الشاذين اللذين يغطيان "عامًا ونصفًا" إلى ثلاثة تقارير مدتها عام واحد من خلال الاستيفاء.

## روابط خارجية
- التقرير السنوي لعام 2012 نسخة محفوظة 2015-02-12 على موقع واي باك مشين.   ، بقلم منظمة العفو الدولية
- تقرير الحرية في العالم 2012 نسخة محفوظة 2017-06-01 على موقع واي باك مشين.   ، بواسطة منظمة فريدم هاوس